# (11890) 1991 FF
(11890) 1991 FF là một tiểu hành tinh nằm ở rìa ngoài của vành đai chính. Nó được phát hiện bởi Robert H. McNaught ở Đài thiên văn Siding Spring ở Coonabarabran, New South Wales, Australia, ngày 18 tháng 3 năm 1991.